# لایشتنتانه
لایشتنتانه (به آلمانی: Lichtentanne) یک شهر در آلمان است که در Zwickau (district) واقع شده‌است. لایشتنتانه ۷٬۰۲۲ نفر جمعیت دارد.